# إيمي كلوبوشار
إيمي جان كلوبوشار (بالإنجليزية: Amy Klobuchar)‏ (مواليد 25 مايو 1960) هي محامية أميركية وسياسية بصفة سيناتور و‌عضو مجلس الشيوخ من ولاية مينيسوتا. كما أنها عضو في حزب مينيسوتا الديمقراطي-حزب العمال (DFL)، التابعة لمينيسوتا للحزب الديمقراطي، عملت سابقًا كمحامية لمقاطعة هينيبين، في فبراير 2019، أعلنت ترشيحها للترشيح الديمقراطي لرئاسة الولايات المتحدة لخوض انتخابات عام 2020.
ولدت كوبوشار في بلايموث، مينيسوتا، تخرجت من جامعة ييل ومن كلية الحقوق بجامعة شيكاغو . كانت شريكة في اثنين من مكاتب المحاماة في مينيابوليس قبل انتخابها محامية مقاطعة في مقاطعة هينيبين عام 1998، مما جعلها مسؤولة عن جميع الملاحقات الجنائية في مقاطعة مينيسوتا الأكثر اكتظاظًا بالسكان. انتخبت إيمي لأول مرة في مجلس الشيوخ عام 2006، لتصبح أول امرأة منتخبة في مجلس الشيوخ عن ولاية مينيسوتا، وأعيد انتخابها في عامي 2012 و2018. في عامي 2009 و 2010 تم وصفها بأنها «نجمة صاعدة» في الحزب الديمقراطي.  

## مواقف سياسية
تتفق مواقف كوبوشار السياسية مع الليبرالية الأمريكية الحديثة، وهي مؤيدة للاختيار فيما يتعلق بالإجهاض، وتدعم حقوق المثليين، كما تدعم برنامج الرعاية الصحية الشاملة «أوباماكير»، وكانت تنتقد حرب العراق. وفقًا لموقع GovTrack، أقرت كوبوشار تشريعات أكثر من أي عضو آخر في مجلس الشيوخ بحلول نهاية الكونغرس 114 في أواخر عام 2016.  كما رعت أو شاركت في رعاية 111 نصا تشريعيا من التشريعات التي أصبحت قانونًا. 

## الحياة الشخصية
في عام 1993 تزوجت كوبوشار من جون بيسلر، وهو محام ممارس خاص وأستاذ في كلية الحقوق بجامعة بالتيمور . لديهم ابنة، أبيجيل كوبوشار بيسلر،  التي تخرجت من كلية ييل وتعمل كمديرة تشريعية لعضو مجلس نيويورك كيث باورز . 